# Gerardus Montanus
Gerardus Montanus (Menen, 1584 - Villagarcia, Spanje, 19 september 1632), ook Gerard Van den Berghe, was een humanist, jezuïet en Neolatijns dichter in de Zuidelijke Nederlanden.

## Levensloop
In 1603 ingetreden in de jezuïetenorde, volgde hij het traditionele studieprogramma. Vervolgens werd hij leraar en onderwees onder meer de dichtkunst en de letterkunde. Hij deed dat eerst in de Zuidelijke Nederlanden en vervolgens in Spanje. Daar werd hij ook leraar in welsprekendheid voor de pages van het koninklijk hof in Madrid.
Hij kreeg daarnaast bekendheid als Neolatijns dichter. Een goed deel van zijn elegieën en epigrammen werden opgenomen in bloemlezingen en literatuurgeschiedenissen.

## Publicaties
- Elegiae de Victoria quant Vladislaus Poloniœ Princeps, anno 1620, retulit, elegieën, opgenomen in de 'Annales Ecclesiae' van Brovius.
- In Ferdinandum Monfortium Epigramma, distychen, 1622.
- Compendium Rheloricœ sine dispendio. Ex Aristotele, Cicerone, Quinttliano, brevem ac claram singulorum capitum Cipriani Zoarij, S. J., summam Continens, Madrid, Luis Sanchez, 1623.
- Metaphrasis poetica in Canticum Canticorum Salomonis, Madrid, L. Sanchez, 1623. Gedichten opgenomen in 'De cultu B. Maria Virginis' van P. Deslions, S. J., Napels, 1719.
- Epigramma de cinq distiques et des Hendecasyllabi, 1624.
- Epigramma de huit distiques, in de Adversaria Sacra van P. de la Cercla, 1626.
- Centuria Epigrammatum in Martyres Societatis Jesu.

### Manuscripten
- Commentarii in aliquot Senecœ Tragœdias
- Viridarium Ungute latince
- Ephemerides Bellorum Belgii
- Poemata varia